# Саратога (CV-3)
„Саратога“ (на английски: USS Saratoga, означение CV-3) е самолетоносач на Военноморските сили на Съединените щати, в експлоатация от 1925 до 1946 година. Наричан от матросите с умалителното „Сара“.

## История
„Саратога“ е еднотипен със самолетоносача „Лексингтън“ (CV-2), като и той е построен на базата на недовършен линеен крайцер. Спуснат е на вода на 7 април 1925 година и е предаден на ВМС на САЩ на 16 ноември 1927 година.
Както „Лексингтън“, така и „Саратога“ въвежда и разработва концепцията за бързоходни самолетоносачи. От 1928 година и двата самолетоносача участват редовно в ученията на Тихоокеанския флот на САЩ. По-късно числеността на авиационното крило на самолетоносачите се увеличава до 18 изтребителя, 40 бомбардировача и 5 спомагателни самолета, обезпечавайки по този начин решаващата им роля в която и да е военна операция в океана.
В дясната част на палубната писта е разположен командният мостик, които е защитен с две двойки 203 mm оръдия в предната и задната част. Първоначално се смятало тези кораби да бъдат оборудвани със 152 mm оръдия, разположени върху четирите страни на кораба. По време на нападението над Пърл Харбър от Японският имперски флот, „Саратога“ е на пристан в Сан Диего, Калифорния, където с „Лексингтън“ са за довършителни работи. Скоро след това заминават на поход, оказвайки помощ на гарнизона на остров Уейк.
При модернизацията на кораба, четири от бордовите оръдия са заменени от 203 mm „L/38“, с комплект прибори, даващи възможност за артилерийска стрелба под малък и голям ъгъл. Спомагателното въоръжение на „Саратога“ включва дванадесет 127 mm оръдия за поразяване на надводни и сухоземни цели „L/25“, и осем 127 mm универсални оръдия.
„Саратога“ е торпилирана от японска подводница край Хавайските острови на 11 януари 1942 година и в продължение на четири месеца е установена на сух док за ремонт. При ремонта е извършена и реконструкция на полетната палуба, като тя е увеличена от 270,66 на 274,4 m, а ширината до 39,62 m. Зенитните оръдия са увеличени до 40 броя. Била увеличена височината на мостика, трикраката мачта била заменена с една и е поставена нова радиолинейна станция за управление на артилерийския огън.

### Действия в района на Гуадалканал
„Саратога“ не участва в сраженията край атола Мидуей, защото по това време получава нови самолети в централната част на Тихия океан. Още след загубата на самолетоносача „Йорктаун“, на 8 юни 1942 година, се завръща в редиците на воюващите кораби. Изтребителите и бомбардировачите на „Саратога“ получават задача да атакуват на 7 август същата година цели на противника, разположени край Гуадалканал, и да подготвят десанта на острова от морската пехота. В отговор Императорският флот изпраща към източните Соломонови острови ескадра от самолетоносачи и други бойни кораби. В битката участват американските самолетоносачи „Саратога“, „Ентърпрайз“ и „Уосп“.
В ранното утро на 31 август „Саратога“ е торпилиран от японска подводница I-68. Въпреки малките на пръв поглед поражения, кораба губи захранване и в продължение на два часа е без електричество, губейки управление и ход. След като захранването е възстановено, кораба отпътува за ремонт в Пърл Харбър, който протича половин месец.
През 1944 година участва в прочистването на Тихия океан и съвместно с британските и френските ВМС се сражава край островите Суматра и Ява.
Когато на 21 февруари 1945 година „Саратога“ обезпечава десанта на Иво Джима, в самолетоносача се врязва японски самолет камикадзе. Това се оказва фатално за „Саратога“, който след края на войната се използва предимно за обучение на личния състав в Пърл Харбър, а части от него се използват за построяването на самолетоносачи от клас „Есекс“, които могат да носят много повече самолети и персонал.

## Извеждане от експлоатация
На 25 юли 1946 година, лишеният от оборудване корпус на „Саратога“ е потопен край атола Бикини в рамките на операция „Кросроудс“ („Кръстопът“) по време на изпитания на въздействието на атомен взрив върху морски съдове. „Саратога“ оцелява с минимални повреди след първия взрив (кодово име „Ейбъл“, Able, извършен във въздуха) на 1 юли, но бива непоправимо повредена и заразена от втория взрив (кодово име „Бейкър“, Baker), извършен под водата на около 500 метра от самолетоносача. Корабът е изтрит от регистъра на флота на 15 август същата година.